# Lachnospermum
 Lachnospermum  Wiild., 1803 è un genere di piante angiosperme dicotiledoni della famiglia delle Asteraceae (sottofamiglia Asteroideae, tribù Gnaphalieae e sottotribù Gnaphaliinae).

## Etimologia
Il nome del genere (Lachnospermum) deriva dal greco "láchnë" (= lanugine, peluria, lana, pelo) e "spérma" (= seme) e fa riferimento ai semi dotati di pelo.
Il nome scientifico del genere è stato definito dal botanico Carl Ludwig Willdenow (1765-1812) nella pubblicazione "Species Plantarum. Editio Quarta. Berolini [Berlin]" ( Sp. Pl., ed. 4 [Willdenow] 3(3): 1787) del 1803.

## Descrizione
Habitus. Le specie di questo genere hanno un habitus di tipo arbustivo ericoide. I cauli di queste piante sono provvisti del floema, ma non di canali resiniferi; mentre i sesquiterpeni lattoni sono normalmente assenti (piante senza lattice).
Fusto. La parte aerea in genere è eretta, semplice o ramosa. Altezza media: 0,8 metri.
Foglie. Le foglie in genere sono disposte in modo alternato e in genere sono sessili, fascicolate ed ericoidi. La lamina è intera, da piatta a forme contorte; i margini sono continui e revoluti. La superficie è sparsamente tomentosa o lanosa (in particolare quella adassiale).
Infiorescenza. Le sinflorescenze sono sia scapose che composte da 2 - 3 capolini raccolti in formazioni corimbose. Le infiorescenze vere e proprie sono formate da un capolino terminale peduncolato di tipo discoide (con fiori omogami). I capolini sono formati da un involucro, con forme da cilindriche a campanulate, composto da diverse brattee, al cui interno un ricettacolo fa da base ai fiori. Le brattee, a consistenza cartilaginea con apici acuti, sono disposte in modo più o meno embricato su 10 serie e possono essere connate alla base (strati di stereoma indiviso);  talora possono avere un margine ialino. Il ricettacolo è nudo ossia senza pagliette a protezione della base dei fiori; la forma è piatta.
Fiori.  I fiori (15 - 50 per capolino) sono tetra-ciclici (formati cioè da 4 verticilli: calice – corolla – androceo – gineceo) e pentameri (calice e corolla formati da 5 elementi). Sono inoltre tubulosi, attinomorfi e si distinguono in:
- fiori del disco esterni: sono assenti;
- fiori del disco centrali: sono pochi; sono ermafroditi.

In questo gruppo di piante i fiori radiati (ligulati o del raggio) sono assenti; a volte sono confusi con i fiori femminili (tubulosi) del disco esterno più o meno sub-zigomorfi con un lembo piatto e possono essere interpretati come fiori del raggio.
- Formula fiorale:

*/x K {\displaystyle \infty }, [C (5), A (5)], G 2 (infero), achenio
- Calice: i sepali del calice sono ridotti ad una coroncina di squame.
- Corolla: la forma della corolla normalmente è tubolare con 5 lobi (raramente 4); il tubo si allarga nella metà superiore; i lobi hanno una forma deltata o più o meno lanceolata (se sono presenti fiori sub-radiati). Il colore della corolla è giallo.
- Androceo: l'androceo è formato da 5 stami sorretti da filamenti generalmente liberi; gli stami sono connati e formano un manicotto circondante lo stilo; le teche (produttrici del polline) sono prive di sperone, ma hanno la coda (una sola); le appendici apicali delle antere hanno delle forme piatte; il tessuto endoteciale (rivestimento interno dell'antera) è quasi sempre polarizzato (con due superfici distinte: una verso l'esterno e una verso l'interno). Il polline è di tipo echinato (con punte sporgenti) a forma sferica è formato inoltre da due strati di ectesine, mentre lo strato basale è spesso e regolarmente perforato (tipo “gnafaloide”).[8]
- Gineceo: l'ovario è infero uniloculare formato da 2 carpelli. Lo stilo (il recettore del polline) è intero o biforcato con due stigmi nella parte apicale. Gli stigmi hanno una forma troncata; possono essere ricoperti da minute papille o avere dei penicilli apicali. Le superfici stigmatiche sono separate. I nettari sono presenti.[8]
- Antesi: da gennaio ad aprile.

Frutti. I frutti sono degli acheni con pappo. Gli acheni sono piccoli a forma ellissoide o affusolata con 4 - 5 ali; la superficie è ricoperta da pochi tricomi doppi e allungati; il pericarpo può essere percorso longitudinalmente da alcuni fasci vascolari (o larghe costole). Il pappo in genere ridotto, è formato da setole capillari (piumose o barbate) connate alla base (fuso in un anello liscio).

## Biologia
Impollinazione: l'impollinazione avviene tramite insetti (impollinazione entomogama tramite farfalle diurne e notturne).

Riproduzione: la fecondazione avviene fondamentalmente tramite l'impollinazione dei fiori (vedi sopra).

Dispersione: i semi (gli acheni) cadendo a terra sono successivamente dispersi soprattutto da insetti tipo formiche (disseminazione mirmecoria). In questo tipo di piante avviene anche un altro tipo di dispersione: zoocoria. Infatti gli uncini delle brattee dell'involucro (se presenti) si agganciano ai peli degli animali di passaggio disperdendo così anche su lunghe distanze i semi della pianta. Inoltre per merito del pappo il vento può trasportare i semi anche a distanza di alcuni chilometri (disseminazione anemocora).

## Distribuzione e habitat
Le specie di questo genere sono distribuite in Sudafrica. L'habitat preferito sono i suoli sabbiosi, spesso su pendii montuosi rocciosi.

## Tassonomia
La famiglia di appartenenza di questa voce (Asteraceae o Compositae, nomen conservandum) probabilmente originaria del Sud America, è la più numerosa del mondo vegetale, comprende oltre 23.000 specie distribuite su 1.535 generi, oppure 22.750 specie e 1.530 generi secondo altre fonti (una delle checklist più aggiornata elenca fino a 1.679 generi). La famiglia attualmente (2021) è divisa in 16 sottofamiglie; la sottofamiglia Asteroideae è una di queste e rappresenta l'evoluzione più recente di tutta la famiglia.

### Filogenesi
Il genere di questa voce è descritto nella tribù Gnaphalieae, una delle 21 tribù della sottofamiglia Asteroideae. Da un punto di vista filogenetico, la tribù Gnaphalieae fa parte del supergruppo (o sottofamiglia) "Asteroideae grade"; l'altro è il supergruppo "Non-Asteroideae" contenente il resto delle sottofamiglie delle Asteraceae. All'interno del supergruppo è vicina alle tribù Senecioneae, Calenduleae, Astereae e Anthemideae.
Il genere della specie di questa voce appartiene al clade Metalasia, un gruppo informale della sottotribù Gnaphaliinae che occupa una posizione centrale nell'ambito filogenetico della sottotribù. Le specie di questo gruppo sono di tipo ericoide con portamenti più o meno arbustivi, con pochi e piccoli fiori, stretti capolini, spesso con brattee cartacee, bianche o colorate. In particolare i capolini sono riuniti in sinflorescenze di varia forma e dimensione che spesso forniscono caratteri diagnostici per riconoscere le varie specie del gruppo. "Metalasia clade", monofiletico e composto da 8 generi soprattutto del Sudafrica, può essere diviso in due gruppi: (1) il genere Metalasia insieme al genere monotipo Planea (compresi in posizione "basale" i generi Lachnospermum e Phaenocoma) e (2) il resto del clade. "Lachnospermum" appartiene al primo gruppo e la sua posizione filogenetica è completamente risolta dalle analisi del DNA.
Il cladogramma seguente, tratto dallo studio citato e semplificato, mostra una possibile configurazione filogenetica della sottotribù evidenziando la posizione della specie di questa voce.
|  | \| \| Metalasia \| \| \| \| \| \| Planea \| \| \| \| |
|  |                                                      |
|  | Lachnospermum                                        |
|  |                                                      |
|  | Metalasia                                            |
|  |                                                      |
|  | Planea                                               |
|  |                                                      |

|  | Metalasia |
|  |           |
|  | Planea    |
|  |           |

|  | \| \| Metalasia \| \| \| \| \| \| Planea \| \| \| \| |
|  |                                                      |
|  | Lachnospermum                                        |
|  |                                                      |
|  | Metalasia                                            |
|  |                                                      |
|  | Planea                                               |
|  |                                                      |

|  | Metalasia |
|  |           |
|  | Planea    |
|  |           |

|  | Atrichantha                                             |
|  |                                                         |
|  | \| \| Calotesta \| \| \| \| \| \| Hydroidea \| \| \| \| |
|  |                                                         |
|  | Calotesta                                               |
|  |                                                         |
|  | Hydroidea                                               |
|  |                                                         |

|  | Calotesta |
|  |           |
|  | Hydroidea |
|  |           |

|  | Atrichantha                                             |
|  |                                                         |
|  | \| \| Calotesta \| \| \| \| \| \| Hydroidea \| \| \| \| |
|  |                                                         |
|  | Calotesta                                               |
|  |                                                         |
|  | Hydroidea                                               |
|  |                                                         |

|  | Calotesta |
|  |           |
|  | Hydroidea |
|  |           |

|  | \| \| Metalasia \| \| \| \| \| \| Planea \| \| \| \| |
|  |                                                      |
|  | Lachnospermum                                        |
|  |                                                      |
|  | Metalasia                                            |
|  |                                                      |
|  | Planea                                               |
|  |                                                      |

|  | Metalasia |
|  |           |
|  | Planea    |
|  |           |

|  | \| \| Metalasia \| \| \| \| \| \| Planea \| \| \| \| |
|  |                                                      |
|  | Lachnospermum                                        |
|  |                                                      |
|  | Metalasia                                            |
|  |                                                      |
|  | Planea                                               |
|  |                                                      |

|  | Metalasia |
|  |           |
|  | Planea    |
|  |           |

|  | Atrichantha                                             |
|  |                                                         |
|  | \| \| Calotesta \| \| \| \| \| \| Hydroidea \| \| \| \| |
|  |                                                         |
|  | Calotesta                                               |
|  |                                                         |
|  | Hydroidea                                               |
|  |                                                         |

|  | Calotesta |
|  |           |
|  | Hydroidea |
|  |           |

|  | Atrichantha                                             |
|  |                                                         |
|  | \| \| Calotesta \| \| \| \| \| \| Hydroidea \| \| \| \| |
|  |                                                         |
|  | Calotesta                                               |
|  |                                                         |
|  | Hydroidea                                               |
|  |                                                         |

|  | Calotesta |
|  |           |
|  | Hydroidea |
|  |           |

I caratteri distintivi (e diagnostici) del genere  Lachnospermum sono:
- il portamento dei rami varia da frondosi a scarsamente frondosi;
- le foglie sono raccolte in fascicoli o solitarie, sono di tipo ericoide ma allargate o cimbiformi e ascendenti;
- i capolini hanno delle dimensioni medie con meno di 50 fiori;
- le brattee dell'involucro sono cartilaginee con margini esterni ciliati;
- gli acheni sono distintamente alati.

### Elenco delle specie
Questo genere ha 5 specie:
- Lachnospermum ericoides Harv.
- Lachnospermum fasciculatum  Baill.
- Lachnospermum imbricatum  (P.J.Bergius) Hilliard
- Lachnospermum neglectum  Schltr. ex J.C.Manning & Goldblatt
- Lachnospermum umbellatum  (L.f.) Pillans

### Sinonimi
Sono elencati alcuni sinonimi per questa entità:
- Carpholoma D.Don
- Erythropogon  DC.
- Tuloclinia  Raf.